# 부스토아르시치오

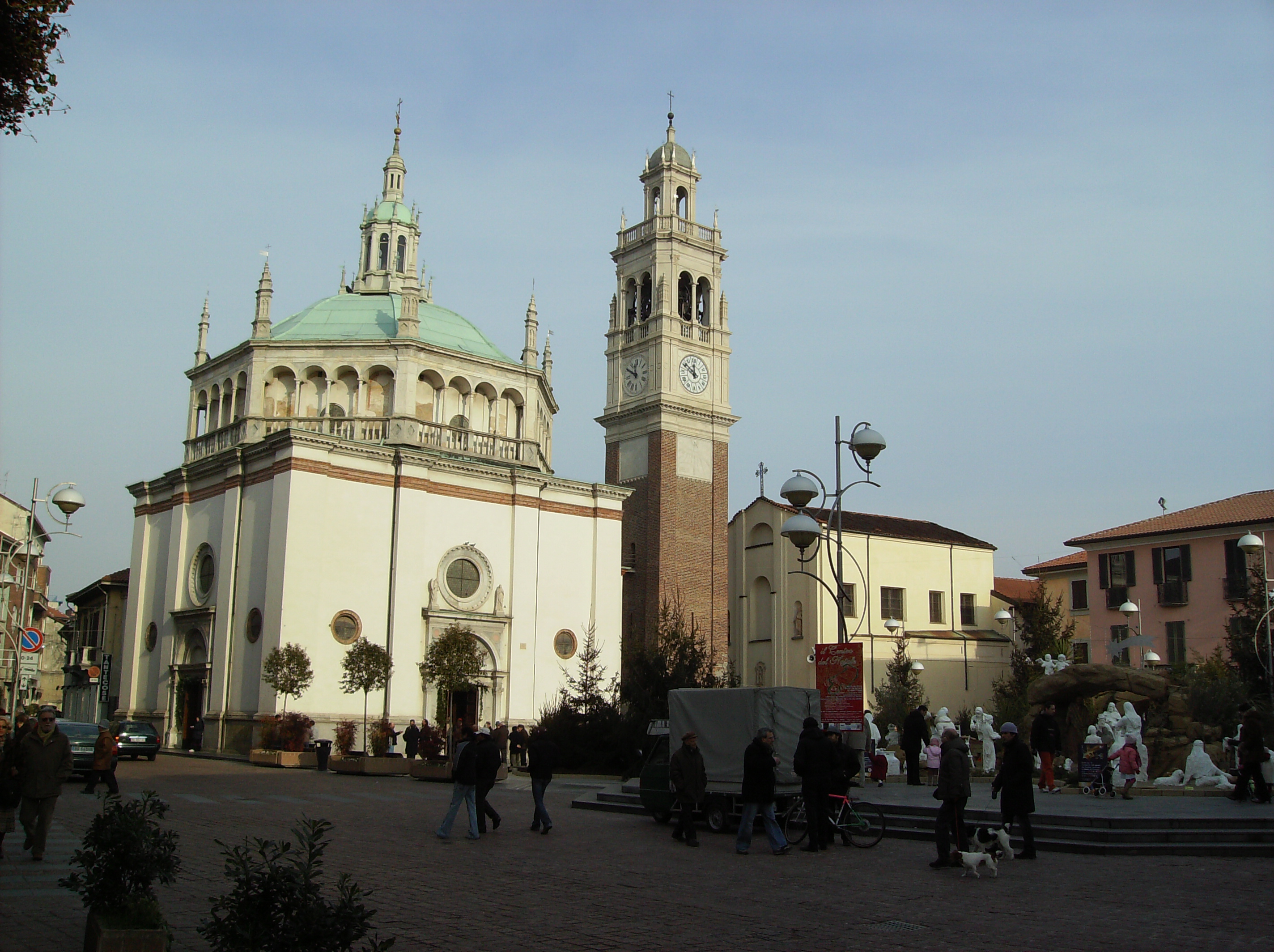
부스토아르시치오

부스토아르시치오(Busto Arsizio)는 이탈리아 바레세도의 도시이다. 밀라노에서 북서쪽으로 35km 떨어져 있다. 밀라노 대도시권의 일부로 제조업이 발전했다.

## 자매 도시
- 이탈리아 도모도쏠라
- 프랑스 en:Épinay-sur-Seine